# Marie-Thérèse de Subligny
Pour les articles homonymes, voir Subligny.
Marie-Thérèse Perdou de Subligny est une danseuse française née le 16 juillet 1666 à Paris, où elle est morte le 6 juillet 1740.
Fille de l'avocat et auteur dramatique Adrien-Thomas Perdou de Subligny, elle entre en 1688 à l'Académie royale de musique, où elle succède à Mademoiselle de La Fontaine comme soliste,.
Partenaire des grands danseurs de l'époque, comme Claude Ballon, elle se produit avec succès dans les opéras et comédies-ballets de Jean-Baptiste Lully, André Campra, André-Cardinal Destouches et Jean-Féry Rebel,.
En 1702 et 1703 (ou en 1699), elle a été l'une des premières danseuses françaises à se produire à Londres. Louis Pécour règle pour elle plusieurs chorégraphies que publie Raoul Feuillet.
Elle quitte l'Académie royale de musique en 1707.